# Dean Cetrulo
Diaz Victor „Dean“ Cetrulo (* 24. Februar 1919 in Newark; † 9. Mai 2010 in Bay Head) war ein US-amerikanischer Fechter.

## Leben
Dean Cetrulo nahm an den Olympischen Spielen 1948 in London teil, bei denen er mit der Säbel-Mannschaft den dritten Platz belegte. Mit Miguel de Capriles, James Flynn, Norman Cohn-Armitage, Tibor Nyilas und George Worth erhielt er somit die Bronzemedaille. Mit der Florett-Mannschaft verpasste er als Vierter knapp einen weiteren Medaillengewinn. In den Einzelkonkurrenzen schied er mit dem Florett und dem Säbel jeweils in der Vorrunde aus. 1941 und 1947 wurde er mit dem Florett und 1948 mit dem Säbel US-amerikanischer Einzelmeister, zudem gewann er fünfmal den nationalen Titel im Mannschaftswettbewerb.
Cetrulo besuchte die Seton Hall University. Im Zweiten Weltkrieg war er First Lieutenant bei den United States Army Air Forces und wurde bei einem Einsatz über Italien abgeschossen, was seine Gefangennahme durch die Wehrmacht zur Folge hatte. Ihm gelang die Flucht und er versteckte sich bei einer italienischen Familie in einem Dorf in der Nähe Neapels. Nach der Befreiung des Dorfs durch die Alliierten Streitkräfte kehrte er zu seiner Einheit zurück.